# Gianni Bersanetti
Gianni Bersanetti, all'anagrafe Giovanni Bersanetti, noto anche con lo pseudonimo di Gianni Ludovisi (Roma, 4 febbraio 1958), è un doppiatore e direttore del doppiaggio italiano.

## Biografia
È noto per aver doppiato l'attore David Duchovny nel ruolo di Fox Mulder in X-Files e nei film dedicati alla serie. Bersanetti ha prestato la voce all'attore anche in molti altri lavori fra cui la serie tv Californication. Ha anche prestato la voce a Mark Greene in ER, a Julian Bashir in Star Trek: Deep Space Nine e a Malcolm Reed in Star Trek: Enterprise. Tra i suoi lavori spicca anche il doppiaggio in Digimon Adventure e in Digimon Adventure 02, nei quali è la voce narrante, ovvero quella di T.K. Takaishi da adulto.
Ha diretto il doppiaggio delle serie Law & Order, Oz, Zoey 101 e altre. Ha lavorato per alcuni anni come annunciatore e lettore di testi radiofonici per la radio Rai.

## Filmografia parziale
- Milo – miniserie TV (1986)
- La voglia di vincere – miniserie TV (1987)
- Il giovane Mussolini – miniserie TV (1993)

## Doppiaggio

### Cinema
- David Duchovny in X-Files - Il film, Playing God, X-Files - Voglio crederci, Zoolander, Full Frontal,Connie e Carla, Il rito delle streghe, Nella bolla, You People, Cimitero vivente: le origini, The Estate
- Nathan Lane in Jeffrey, Beau ha paura
- John Cusack in Sapore di hamburger, Milionario per caso
- Kevin Doyle in Downton Abbey, Downton Abbey II - Una nuova era
- Jeff Fahey in Wildfire - Tempesta di fuoco
- Bruno Bilotta in 7 chili in 7 giorni
- Francesco Casale in L'uomo che guarda
- Dmitriy Mulyar in The Crew - Missione impossibile
- Tom Everett Scott in Air Buddies - Cuccioli alla riscossa
- Denis Lavant in Rosso sangue
- Willard E. Pugh in Il colore viola
- Daniel Auteuil in Un cuore in inverno
- Rocco Siffredi in Una moglie molto infedele
- Emilio Estevez in I ragazzi della 56ª strada
- Nicolas Cage in Rusty il selvaggio
- Kevin Bacon in Dice lui, dice lei
- Antonio Banderas in Matador
- Colin Firth in Another Country - La scelta
- Cuba Gooding Jr. in Lontano da Isaiah
- Pierre Cosso in Il tempo delle mele 2
- Alex van Warmerdam in Il vestito
- Pierre Bokma in Minouche la gatta
- George Miserlis in Un genio per amico
- Sergej Trifunović in Lovers - French Dogma Number One
- Jung Woo-sung in Illang - Uomini e lupi

### Televisione
- David Duchovny in X-Files, Californication, Better Things, Twin Peaks, La direttrice
- Charlie Creed-Miles in Peaky Blinders, Criminal Record
- Gregory Harrison in Matrimonio per papà, Matrimonio per papà 2
- Alexander Siddig in Star Trek: Deep Space Nine
- Lance Reddick in The Wire
- Richard Roxburgh in Caterina la Grande
- Anthony Edwards in E.R. - Medici in prima linea
- Tim Russ (3ª voce) in Star Trek: Voyager
- Dominic Keating in Star Trek: Enterprise
- Michael Santoro, Paul Schulze, Dominic Fumusa in I Soprano
- Jay Karnes in The Shield
- Rob Morrow in Un medico tra gli orsi
- Kavan Smith in Titanic (1996)
- Brian McCardie in Titanic (2012)
- Robert Lohr in Last Cop - L'ultimo sbirro
- BD Wong in Law & Order - Unità vittime speciali
- Scott Cohen in Law & Order: Il verdetto
- Tate Donovan in The O.C.
- Richard T. Jones in Terminator: The Sarah Connor Chronicles
- Enrico Colantoni in Flashpoint
- Philipp Hochmair in La piccola grande voce
- Enzo Cilenti in I Miserabili
- John Scurti in Rescue Me
- Michael Maloney in The White Queen
- Udo Samel in Il commissario Dupin
- Terry Kinney in Oz
- Jérôme Kircher in Les Revenants
- John Kassir ne Amanda Show
- Vari personaggi in Miami Vice
- Perry Stephens in Quando si ama
- Joel Wyner in Catwalk
- Kevin Doyle in Downton Abbey
- Paul Kreppel in Nancy, Sonny & Co.
- Luciano Cáceres ne Il mondo di Patty
- Jeff Hiller in Will Trent

### Film d'animazione
- Agente dell'ATF Bork ed il professore David Van Driessen in Beavis & Butt-head alla conquista dell'America
- Proprietario del Chachamaru in Maison Ikkoku Last Movie
- Arthur Reeves in Batman - La maschera del Fantasma
- Sol in Piccoli eroi della foresta
- Ronny Dayag in Valzer con Bashir
- Presentatore della gara di karaoke in Pretty Cure Splash Star - Le leggendarie guerriere
- Il Clown in Pinocchio
- Gennai/Voce narrante in Digimon Adventure: Last Evolution Kizuna

### Serie animate
- Voce narrante in Digimon Adventure, Digimon Adventure 02, Digimon Frontier, Digimon Fusion Battles, Fairy Tail, (1ª voce), Peppa Pig, Battle Spirits - Dan il Guerriero Rosso, Battle Spirits - Brave
- Gorou Mizuno in Digimon Tamers
- Neemon in Digimon Frontier
- Robert Simmons in Hey, Arnold!
- John Denver in House of Rock
- Akunaki in Inuk
- Takashi Misumi in Pretty Cure Max Heart
- Papaya e Michel Kasugano in Yes! Pretty Cure 5
- Keitaro Momozono in Fresh Pretty Cure!
- Levin Murdoch in Inazuma Eleven

### Documentari e Serie Tv
- Voce narrante in Banco Dei Pugni (nuovo doppiaggio)

#### Videogiochi
- Blindness - Simon

## Trasmissioni televisive
- Passaggio a Nord Ovest - voce narrante

## Prosa radiofonica Rai
- Voglia di padre, originale radiofonico a puntate di Dario Piana, regia di Guido Maria Compagnone 1995